# Крейг (округ, Оклахома)
Округ Крейг (англ. Craig County) располагается в штате Оклахома, США. Официально образован в 1907 году. По состоянию на 2012 год, численность населения составляла 14 748 человек.

## География
По данным Бюро переписи США, общая площадь округа равняется 1975 км2, из которых 1971 км2 суша и 4 км2 или 0,200 % это водоёмы.

## Население
По данным переписи населения 2006 года в округе проживает 14 880 жителей в составе 5 620 домашних хозяйств и 3 945 семей. Плотность населения составляет 8,00 человек на км2. На территории округа насчитывается 6 459 жилых строений, при плотности застройки около 3,00-х строений на км2. Расовый состав населения: белые — 68,54 %, афроамериканцы — 3,09 %, коренные американцы (индейцы) — 16,31 %, азиаты — 0,18 %, гавайцы — 0,03 %, представители других рас — 0,48 %, представители двух или более рас — 11,37 %. Испаноязычные составляли 1,20 % населения независимо от расы.
В составе 30,90 % из общего числа домашних хозяйств проживают дети в возрасте до 18 лет, 57,30 % домашних хозяйств представляют собой супружеские пары проживающие вместе, 9,70 % домашних хозяйств представляют собой одиноких женщин без супруга, 29,80 % домашних хозяйств не имеют отношения к семьям, 27,00 % домашних хозяйств состоят из одного человека, 13,90 % домашних хозяйств состоят из престарелых (65 лет и старше), проживающих в одиночестве. Средний размер домашнего хозяйства составляет 2,46 человека, и средний размер семьи 2,97 человека.
Возрастной состав округа: 23,90 % моложе 18 лет, 7,80 % от 18 до 24, 27,90 % от 25 до 44, 24,30 % от 45 до 64 и 24,30 % от 65 и старше. Средний возраст жителя округа 39 лет. На каждые 100 женщин приходится 101,10 мужчин. На каждые 100 женщин старше 18 лет приходится 98,60 мужчин.
Средний доход на домохозяйство в округе составлял 30 997 USD, на семью — 36 499 USD. Среднестатистический заработок мужчины был 26 704 USD против 20 082 USD для женщины. Доход на душу населения составлял 16 539 USD. Около 10,90 % семей и 13,70 % общего населения находились ниже черты бедности, в том числе — 17,30 % молодёжи (тех, кому ещё не исполнилось 18 лет) и 11,90 % тех, кому было уже больше 65 лет.